# Grand Prix-wegrace van Frankrijk 1988
De Grand Prix-wegrace van Frankrijk 1988 was de elfde Grand Prix van het wereldkampioenschap wegrace-seizoen 1988. De races werden verreden op 24 juli 1988 op het Circuit Paul Ricard nabij Le Castellet, Frankrijk. De 125cc-, de 250cc-, de 500cc- en de zijspanklasse kwamen aan de start.

## Algemeen
Net zoals in de Franse GP van 1987 reden de broers Christian- en Dominique Sarron in hun thuisrace de snelste trainingstijd, maar - ook net als in 1987 - konden ze die niet omzetten in een overwinning. Alle coureurs, inclusief de Fransen, klaagden over het hobbelige circuit, waarbij de oude delen zodanig afgesleten waren dat ze ook nog glad waren geworden. Gelukkig werden de races onder zonnige omstandigheden verreden en het publiek kreeg races te zien die tot aan de finish spannend waren. Wayne Gardner had een slechte dag: nadat hij drie races gewonnen had en weer hoop had gekregen op de wereldtitel, viel zijn motor halverwege de laatste ronde stil en waren zijn kansen weer geminimaliseerd. Corrado Catalano scoorde de eerste podiumplaats voor de 125cc-Aprilia. Taru Rinne werd de eerste vrouw die punten scoorde in een soloklasse. In de zijspanklasse had Inge Stoll dat al in het seizoen 1952 gedaan, als bakkeniste van Jacques Drion. 

## 500cc-klasse

### De training
Al vanaf de eerste trainingen was Christian Sarron sneller dan zijn concurrenten. Eddie Lawson was nog steeds niet helemaal fit na zijn schouderluxatie opgelopen in de GP van Joegoslavië, maar reed toch de derde trainingstijd. 

#### Trainingstijden
| Pos | Coureur            | Merk                        | Tijd    |
| --- | ------------------ | --------------------------- | ------- |
| 1.  | Christian Sarron   | Gauloises-Sonauto-Yamaha    | 1"58'81 |
| 2.  | Wayne Gardner      | Rothmans-HRC-Honda          | 1"59'68 |
| 3.  | Eddie Lawson       | Agostini-Marlboro-Yamaha    | 2"00'06 |
| 4.  | Kevin Magee        | Roberts-Lucky Strike-Yamaha | 2"00'26 |
| 5.  | Randy Mamola       | Cagiva                      | 2"00'28 |
| 6.  | Piefrancesco Chili | Gallina-HB-HRC-Honda        | 2"00'33 |
| 7.  | Wayne Rainey       | Roberts-Lucky Strike-Yamaha | 2"00'44 |
| 8.  | Niall Mackenzie    | Gallina-HB-HRC-Honda        | 2"00'62 |
| 9.  | Didier de Radiguès | Agostini-Marlboro-Yamaha    | 2"00'73 |
| 10. | Kevin Schwantz     | Pepsi-Suzuki                | 2"01'13 |

### De race
Bijna de hele tweede startrij maakte een valse start en dat bracht Niall Mackenzie en Kevin Schwantz aan de leiding. Wayne Gardner en Christian Sarron stelden al snel orde op zaken. In de viermans-kopgroep vochten zij om de leiding gevolgd door Schwantz, Wayne Rainey en Eddie Lawson. Rainey moest enkele meters toegeven, maar de andere vier leverden een echt gevecht waarbij de posities meerdere malen per ronde wisselden. Toen de achterblijvers ingehaald werden kreeg Gardner een kleine voorsprong, ook omdat Lawson even in aanraking kwam met Manfred Fischer, die Gardner voorbij liet maar toen instuurde. Sarron kreeg de kans om Lawson aan te vallen en dat kostte tijd, waardoor ook Schwantz weer aansloot. Toen Gardner in de voorlaatste ronde nog een perfecte slipstream van een achterblijver kreeg leek de race gereden, vooral toen diezelfde achterblijver in het bochtige deel voor Lawson bleef hangen. Bij Bendor passeerde het trio Lawson, Sarron en Schwantz plotseling de traag rijdende Gardner. Bij zijn Honda NSR 500 was een gat in het carter geslagen door een afgebroken bout van de krukas. Schwantz was na de finish de enige die echt feest vierde met wheelie's en zijn armen in de lucht. Dat was ook wel logisch: winnaar Lawson kon door zijn schouderblessure slechts zwaaien, tweede man Sarron had zijn thuisrace niet gewonnen en vierde man Garnder sloeg uit frustratie enkele deuken in zijn tank. 

#### Uitslag 500cc-klasse
| Pos | Coureur              | Merk                               | Tijd     | Punten |
| --- | -------------------- | ---------------------------------- | -------- | ------ |
| 1   | Eddie Lawson         | Agostini-Marlboro-Yamaha           | 42"15'52 | 20     |
| 2   | Christian Sarron     | Gauloises-Sonauto-Yamaha           | +0'22    | 17     |
| 3   | Kevin Schwantz       | Pepsi-Suzuki                       | +0'46    | 15     |
| 4   | Wayne Gardner        | Rothmans-HRC-Honda                 | +5'72    | 13     |
| 5   | Wayne Rainey         | Roberts-Lucky Strike-Yamaha        | +17'63   | 11     |
| 6   | Randy Mamola         | Cagiva                             | +27'81   | 10     |
| 7   | Didier de Radiguès   | Agostini-Marlboro-Yamaha           | +30'62   | 9      |
| 8   | Pierfrancesco Chili  | Gallina-HB-HRC-Honda               | +30'87   | 8      |
| 9   | Kevin Magee          | Roberts-Lucky Strike-Yamaha        | +35'11   | 7      |
| 10  | Ron Haslam           | ELF-HRC-Honda                      | +35'31   | 6      |
| 11  | Rob McElnea          | Pepsi-Suzuki                       | +59'87   | 5      |
| 12  | Malcolm Campbell     | ELF-Honda                          | +1"19'04 | 4      |
| 13  | Mike Baldwin         | "ELF-Samurai" (Katayama-ELF-Honda) | +1"42'64 | 3      |
| 14  | Alessandro Valesi    | Honda                              | +1"46'14 | 2      |
| 15  | Fabio Barchitta      | Katayama-ELF-HRC-Honda             | +2"02'54 | 1      |
| 16  | Donnie McLeod        | "American Built" (Honda)           | +2"03'03 |        |
| 17  | Marco Gentile        | Fior-Marlboro-Yamaha               | +2"11'26 |        |
| 18  | Marco Papa           | Honda                              | +1 ronde |        |
| 19  | Fabio Biliotti       | Honda                              | +1 ronde |        |
| 20  | Manfred Fischer      | Hein Gericke-Honda                 | +1 ronde |        |
| 21  | Eddie Laycock        | Honda                              | +1 ronde |        |
| 22  | Claude Arciero       | Honda                              | +1 ronde |        |
| 23  | Nicholas Schmassmann | Honda                              | +1 ronde |        |
| 24  | Maarten Duyzers      | HDJ-Honda                          | +1 ronde |        |

#### Niet gefinished
| Coureur             | Merk                     | Oorzaak   |
| ------------------- | ------------------------ | --------- |
| Patrick Igoa        | Gauloises-Sonauto-Yamaha | Val       |
| Shunji Yatsushiro   | Rothmans-HRC-Honda       | Val       |
| Rachel Nicotte      | Chevallier-Honda         |           |
| Daniel Amatriaín    | Honda                    |           |
| Thierry Rapicault   | Fior-Marlboro-Yamaha     |           |
| Bruno Kneubühler    | Honda                    |           |
| Wolfgang von Muralt | Suzuki                   |           |
| Niall Mackenzie     | Gallina-HB-HRC-Honda     | Vastloper |
| Josef Doppler       | Honda                    |           |
| Jean Luc Demierre   | Suzuki                   |           |
| Vittorio Scatola    | Suzuki                   |           |

#### Niet gekwalificeerd
| Coureur          | Merk   |
| ---------------- | ------ |
| Andreas Leuthe   | Suzuki |
| Patrick Leruste  | Suzuki |
| Ari Rämö         | Honda  |
| Claude Albert    | Suzuki |
| Vincenzo Cascino | Honda  |
| Bernard Andrault | Honda  |
| Christian Polard | Honda  |
| Larry Vacondio   | Suzuki |

#### Niet gestart
| Coureur       | Merk   | Oorzaak  |
| ------------- | ------ | -------- |
| Eric Sabatier | Honda  |          |
| Raymond Roche | Cagiva | Blessure |

#### Niet deelgenomen
| Coureur          | Merk               | Oorzaak  |
| ---------------- | ------------------ | -------- |
| Tadahiko Taira   | Tech 21-Yamaha     | Gezin    |
| Steve Manley     | Suzuki             |          |
| Massimo Broccoli | Cagiva             |          |
| Gustav Reiner    | Hein Gericke-Honda | Blessure |

### Top tien tussenstand 500cc-klasse
| Pos | Coureur             | Merk                        | Ptn |
| --- | ------------------- | --------------------------- | --- |
| 1   | Eddie Lawson        | Agostini-Marlboro-Yamaha    | 185 |
| 2   | Wayne Gardner       | Rothmans-HRC-Honda          | 158 |
| 3   | Wayne Rainey        | Roberts-Lucky Strike-Yamaha | 143 |
| 4   | Christian Sarron    | Gauloises-Sonauto-Yamaha    | 108 |
| 5   | Kevin Magee         | Roberts-Lucky Strike-Yamaha | 107 |
| 6   | Kevin Schwantz      | Pepsi-Suzuki                | 100 |
| 7   | Didier de Radiguès  | Agostini-Marlboro-Yamaha    | 95  |
| 8   | Niall Mackenzie     | Gallina-HB-HRC-Honda        | 76  |
| 9   | Pierfrancesco Chili | Gallina-HB-HRC-Honda        | 73  |
| 10  | Rob McElnea         | Pepsi-Suzuki                | 63  |

## 250cc-klasse

### De training
Al in de training bleek dat de Honda's erg snel waren. Alleen Juan Garriga kon een Yamaha op de eerste startrij zetten. Jean-Philippe Ruggia was met zijn productie-Yamaha TZ 250 zelfs sneller dan de fabrieks-Yamaha YZR 250 van Luca Cadalora. 

#### Trainingstijden
| Pos | Coureur              | Merk                     | Tijd    |
| --- | -------------------- | ------------------------ | ------- |
| 1.  | Dominique Sarron     | Rothmans-HRC-Honda       | 2"04'03 |
| 2.  | Sito Pons            | Campsa-HRC-Honda         | 2"04'06 |
| 3.  | Jacques Cornu        | Parisienne-HRC-Honda     | 2"04'19 |
| 4.  | Juan Garriga         | Nieto-Ducados-Yamaha     | 2"04'90 |
| 5.  | Reinhold Roth        | HB-HRC-Honda             | 2"05'17 |
| 6.  | Jean-Philippe Ruggia | Gauloises-Sonauto-Yamaha | 2"05'20 |
| 7.  | Luca Cadalora        | Agostini-Marlboro-Yamaha | 2"05'42 |
| 8.  | Harald Eckl          | Römer-Aprilia-Rotax      | 2"06'32 |
| 9.  | Masahiro Shimizu     | Terra-HRC-Honda          | 2"06'43 |
| 10. | Martin Wimmer        | Fath-Hein Gericke-Yamaha | 2"06'61 |

### De race
Het Franse publiek kreeg een bijzonder spannende en enerverende 250cc-race voorgeschoteld. Op kop ging het al snel tussen Sito Pons en Jacques Cornu, maar achter hen vochten Dominique Sarron, Masahiro Shimizu, Juan Garriga, Reinhold Roth en Luca Cadalora om de tweede plaats. De Yamaha's kwamen ten opzichte van de fabrieks-Honda's tien tot vijftien kilometer per uur topsnelheid tekort, maar dat werd gecompenseerd door de betere stuurkwaliteiten in het bochtige deel van het circuit en de slipstream op de Mistral Straight. Diezelfde Mistral zorgde er ook voor dat de koplopers steeds van positie wisselden. Wie als eerste de Mistral opreed wist bijna zeker dat hij op het einde uitgeremd zou worden. Shimizu kwam ten val en Cadalora moest afhaken, waardoor de achtervolgende groep tot drie man werd gereduceerd. In de laatste ronde reed Pons als eerste de Mistral Straight op en dat kostte hem de overwinning. Cornu gebruikte de slipstream en remde hem uit. In de laatste bochten wist Garriga de vierde plaats van Roth af te nemen. 

#### Uitslag 250cc-klasse
| Pos | Coureur              | Merk                     | Tijd     | Punten |
| --- | -------------------- | ------------------------ | -------- | ------ |
| 1   | Jacques Cornu        | Parisienne-HRC-Honda     | 37"23'94 | 20     |
| 2   | Sito Pons            | Campsa-HRC-Honda         | +0'18    | 17     |
| 3   | Dominique Sarron     | Rothmans-HRC-Honda       | +1'61    | 15     |
| 4   | Juan Garriga         | Nieto-Ducados-Yamaha     | +2'22    | 13     |
| 5   | Reinhold Roth        | HB-HRC-Honda             | +2'42    | 11     |
| 6   | Luca Cadalora        | Agostini-Marlboro-Yamaha | +17'68   | 10     |
| 7   | Jean-Philippe Ruggia | Gauloises-Sonauto-Yamaha | +23'85   | 9      |
| 8   | Carlos Cardús        | Nieto-Ducados-HRC-Honda  | +45'93   | 8      |
| 9   | Loris Reggiani       | Aprilia-Rotax            | +59'53   | 7      |
| 10  | August Auinger       | Aprilia-Rotax            | +1"11'06 | 6      |
| 11  | Martin Wimmer        | Fath-Hein Gericke-Yamaha | +1"11'27 | 5      |
| 12  | Donnie McLeod        | 7Up-EMC-Rotax            | +1"11'48 | 4      |
| 13  | Gary Cowan           | Yamaha                   | +1"16'69 | 3      |
| 14  | Massimo Matteoni     | Yamaha                   | +1"22'51 | 2      |
| 15  | Jean-François Foray  | Yamaha                   | +1"22'88 | 1      |
| 16  | Jean-Michel Mattioli | Docshop-Yamaha           |          |        |
| 17  | Helmut Bradl         | Honda                    |          |        |
| 18  | Urs Jücker           | Yamaha                   |          |        |
| 19  | Guy Bertin           | Yamaha                   |          |        |
| 20  | Jean-François Baldé  | Défi-Rotax               |          |        |
| 21  | Javier Cardelús      | Aprilia-Rotax            |          |        |
| 22  | Kevin Mitchell       | Yamaha                   |          |        |
| 23  | René Delaby          | Yamaha                   |          |        |
| 24  | Jochen Schmid        | Honda                    |          |        |
| 25  | Christian Budinot    | Fior-Rotax               |          |        |
| 26  | Bruno Bonhuil        | Honda                    |          |        |
| 27  | Gilles Riva          | Honda                    |          |        |

#### Niet gefinished
| Coureur          | Merk                | Oorzaak |
| ---------------- | ------------------- | ------- |
| Harald Eckl      | Römer-Aprilia-Rotax | Val     |
| Maurizio Vitali  | Gazzaniga-Rotax     |         |
| Hans Becker      | Yamaha              | Val     |
| Stefano Caracchi | Honda               |         |
| Bruno Casanova   | FMI-Aprilia-Rotax   |         |
| Paolo Casoli     | Pileri-AGV-Garelli  |         |
| Urs Lüzi         | Honda               |         |
| Masahiro Shimizu | Terra-HRC-Honda     | Val     |
| Hervé Duffard    | Honda               |         |

#### Niet gekwalificeerd
| Coureur           | Merk   |
| ----------------- | ------ |
| Franck Girod-Roux | Honda  |
| Ivan Troisi       | Yamaha |
| Alberto Puig      | Honda  |
| Bernard Haenggeli | Honda  |

#### Niet deelgenomen
| Coureur          | Merk                        | Oorzaak      |
| ---------------- | --------------------------- | ------------ |
| Carlos Lavado    | HB-Venemotos-Yamaha         | Blessure     |
| Toni Mang        | Rothmans-HRC-Honda          | Blessure     |
| John Kocinski    | Roberts-Lucky Strike-Yamaha |              |
| Jim Filice       | HRC-Honda                   |              |
| Manfred Herweh   | Levior-Yamaha               | Geen machine |
| Iván Palazzese   | Yamaha                      | Blessure     |
| Wilco Zeelenberg | Docshop-Yamaha              |              |

### Top tien tussenstand 250cc-klasse
| Pos | Coureur              | Merk                     | Ptn |
| --- | -------------------- | ------------------------ | --- |
| 1   | Sito Pons            | Campsa-HRC-Honda         | 166 |
| 2   | Juan Garriga         | Nieto-Ducados-Yamaha     | 158 |
| 3   | Jacques Cornu        | Parisienne-HRC-Honda     | 142 |
| 4   | Reinhold Roth        | HB-HRC-Honda             | 111 |
| 5   | Luca Cadalora        | Agostini-Marlboro-Yamaha | 101 |
| 6   | Dominique Sarron     | Rothmans-HRC-Honda       | 98  |
| 7   | Toni Mang            | Rothmans-HRC-Honda       | 87  |
| 8   | Jean-Philippe Ruggia | Gauloises-Sonauto-Yamaha | 72  |
| 9   | Masahiro Shimizu     | Terra-HRC-Honda          | 51  |
| 10  | Donnie McLeod        | 7Up-EMC-Rotax            | 40  |

## 125cc-klasse

### De training
Tegen de verwachting in deden de Derbi's het niet goed in Frankrijk. Jorge Martínez wist zich weliswaar als tweede te kwalificeren, maar Àlex Crivillé en Manuel Herreros kwalificeerden zich helemaal niet. Ian McConnachie reed zijn Cagiva naar de vierde startplaats en een aantal productie-Honda RS 125-rijders deed het erg goed: zonder speciale opvoerkit stonden Stefan Prein, Heinz Lüthi, Allan Scott en Lucio Pietroniro in de top tien. 

#### Trainingstijden
| Pos | Coureur          | Merk                | Tijd    |
| --- | ---------------- | ------------------- | ------- |
| 1.  | Ezio Gianola     | Honda               | 2"14'78 |
| 2.  | Jorge Martínez   | Nieto-Ducados-Derbi | 2"14'96 |
| 3.  | Stefan Prein     | Honda               | 2"15'86 |
| 4.  | Ian McConnachie  | Cagiva              | 2"16'47 |
| 5.  | Heinz Lüthi      | Honda               | 2"16'56 |
| 6.  | Adi Stadler      | Honda               | 2"16'59 |
| 7.  | Corrado Catalano | Aprilia-Rotax       | 2"16'61 |
| 8.  | Allan Scott      | Honda               | 2"16'80 |
| 9.  | Lucio Pietroniro | Honda               | 2"16'84 |
| 10. | Hans Spaan       | Samson-Sharp-Honda  | 2"16'90 |

### De race
Vanaf de start gingen Jorge Martínez en Ezio Gianola er samen vandoor. Gianola mocht het meeste kopwerk doen, maar Martínez volgde hem met gemak en enkele ronden voor het einde nam hij de leiding over om haar niet meer af te staan. Julián Miralles reed op de derde plaats, tot verdriet van Hans Spaan, die zijn draai op Paul Ricard niet kon vinden en op de twaalfde plaats lag. Dat betekende dat Spaan zijn derde plaats in het kampioenschap moest afstaan, ware het niet dat Miralles in de laatste bocht onderuit ging. Hij kon zijn machine nog oprapen en werd elfde, één plaats vóór Spaan, maar die behield zo zijn plaats in het WK. Nu kon Corrado Catalano het eerste 125cc-podium voor Aprilia-Rotax scoren. De Finse Taru Rinne schreef geschiedenis door als eerste vrouw punten te scoren in een race voor solomotoren. Ze was zelfs sneller dan de leider in het Europees kampioenschap Emilio Cuppini. 

#### Uitslag 125cc-klasse
| Pos | Coureur             | Merk                | Tijd     | Punten |
| --- | ------------------- | ------------------- | -------- | ------ |
| 1   | Jorge Martínez      | Nieto-Ducados-Derbi | 36"19'91 | 20     |
| 2   | Ezio Gianola        | Honda               | +1'76    | 17     |
| 3   | Corrado Catalano    | Aprilia-Rotax       | +12'61   | 15     |
| 4   | Domenico Brigaglia  | Gazzaniga-Rotax     | +13'61   | 13     |
| 5   | Gerhard Waibel      | Honda               | +18'36   | 11     |
| 6   | Gastone Grassetti   | Honda               | +18'55   | 10     |
| 7   | Luis Miguel Reyes   | Pileri-AGV-Garelli  | +18'87   | 9      |
| 8   | Lucio Pietroniro    | Honda               | +19'24   | 8      |
| 9   | Adi Stadler         | Honda               | +19'42   | 7      |
| 10  | Esa Kytölä          | Honda               | +20'27   | 6      |
| 11  | Julián Miralles     | Nieto-Ducados-Honda | +23'26   | 5      |
| 12  | Hans Spaan          | Samson-Sharp-Honda  | +39'48   | 4      |
| 13  | Hubert Abold        | Honda               | +43'56   | 3      |
| 14  | Taru Rinne          | Honda               | +44'23   | 2      |
| 15  | Emilio Cuppini      | Honda               | +44'39   | 1      |
| 16  | Ian McConnachie     | Cagiva              |          |        |
| 17  | Thierry Feuz        | Ferac-Rotax         |          |        |
| 18  | Robin Milton        | Honda               |          |        |
| 19  | Alfred Waibel       | Waibel-Honda        |          |        |
| 20  | Jean-Claude Selini  | Honda               |          |        |
| 21  | Hisashi Unemoto     | Fukuda-Honda        |          |        |
| 22  | Flemming Kistrup    | Honda               |          |        |
| 23  | Krysztof Galatowicz | Honda               |          |        |
| 24  | Jussi Hautaniemi    | Honda               |          |        |
| 25  | Daniel Lanz         | Rotax               |          |        |

#### Niet gefinished
| Coureur            | Merk           | Oorzaak            |
| ------------------ | -------------- | ------------------ |
| Pier Paolo Bianchi | Cagiva         |                    |
| Stefan Dörflinger  | Marlboro-Honda |                    |
| Stefan Prein       | Honda          | Kettingaandrijving |
| Bady Hassaine      | Honda          |                    |
| Mike Leitner       | LCR-Rotax      |                    |
| Johnny Wickström   | Honda          |                    |
| Heinz Lüthi        | Honda          | Val                |
| Allan Scott        | Honda          | Val                |
| Koji Takada        | Fukuda-Honda   | Val                |
| Manuel Hernández   | Honda          |                    |
| Alex Bedford       | Honda          |                    |

#### Niet gekwalificeerd
| Coureur         | Merk                |
| --------------- | ------------------- |
| Àlex Crivillé   | Nieto-Ducados-Derbi |
| Manuel Herreros | Nieto-Ducados-Derbi |

#### Niet deelgenomen
| Coureur         | Merk               | Oorzaak         |
| --------------- | ------------------ | --------------- |
| Josef Fischer   | Noki-Rotax         |                 |
| Robin Appleyard | Honda              |                 |
| Paul Bordes     | Honda              |                 |
| Jos van Dongen  | Honda              |                 |
| Fausto Gresini  | Pileri-AGV-Garelli | GP overgeslagen |

### Top tien tussenstand 125cc-klasse
| Pos | Coureur            | Merk                | Ptn |
| --- | ------------------ | ------------------- | --- |
| 1   | Jorge Martínez     | Nieto-Ducados-Derbi | 140 |
| 2   | Ezio Gianola       | Honda               | 120 |
| 3   | Hans Spaan         | Samson-Sharp-Honda  | 76  |
| 4   | Gastone Grassetti  | Honda               | 61  |
| 5   | Julián Miralles    | Nieto-Ducados-Honda | 59  |
| 6   | Gerhard Waibel     | Honda               | 52  |
| 6   | Domenico Brigaglia | Gazzaniga-Rotax     | 52  |
| 8   | Adi Stadler        | Honda               | 49  |
| 9   | Stefan Prein       | Honda               | 44  |
| 10  | Lucio Pietroniro   | Honda               | 40  |

## Zijspanklasse

### De training
Rolf Biland en Kurt Waltisperg hadden tot nu toe alle GP's van 1988 gewonnen en ook alle polepositions gehaald. Ook in de trainingen in Frankrijk waren ze veel sneller dan de concurrentie. Steve Webster|/Tony Hewitt waren al anderhalve seconde langzamer en thuisrijder Alain Michel reed de vijfde tijd maar was drie seconden langzamer. De broers Markus- en Urs Egloff gingen steeds beter rijden en reden de derde trainingstijd. Biland had wel veel geluk: in de laatste training brak de krukas van zijn Krauser en hij moest een nieuw blok opbouwen, maar dat bleef tijdens de race heel. 

#### Trainingstijden
| Pos | Coureur          | Bakkenist          | Merk                    | Tijd    |
| --- | ---------------- | ------------------ | ----------------------- | ------- |
| 1.  | Rolf Biland      | Kurt Waltisperg    | LCR-Krauser             | 2"04'07 |
| 2.  | Steve Webster    | Tony Hewitt        | Silkolene-LCR-Krauser   | 2"05'40 |
| 3.  | Markus Egloff    | Urs Egloff         | BP-LCR-ADM              | 2"05'50 |
| 4.  | Egbert Streuer   | Bernard Schnieders | Lucky Strike-LCR-Yamaha | 2"05'64 |
| 5.  | Alain Michel     | Jean-Marc Fresc    | ELF-LCR-Krauser         | 2"07'21 |
| 6.  | Alfred Zurbrügg  | Martin Zurbrügg    | LCR-Yamaha              | 2"07'75 |
| 7.  | Masato Kumano    | Markus Fährni      | LCR-Yamaha              | 2"08'29 |
| 8.  | Rolf Steinhausen | Bruno Hiller       | Busch-ADM               | 2"08'84 |
| 9.  | Derek Jones      | Peter Brown        | LCR-Yamaha              | 2"09'92 |
| 10. | Wolfgang Stropek | Geral de Haas      | LCR-Krauser             | 2"10'24 |

### De race
Rolf Biland en Kurt Waltisperg hadden geen goede start, maar in de zevende ronde namen ze de leiding over van Markus- en Urs Egloff en reden ze onbedreigd naar de finish. Steve Webster en Tony Hewitt werden tweede voor de gebroeders Egloff. Egbert Streuer/Bernard Schnieders konden zich in het begin bemoeien met de strijd om de eerste plaats, maar toen hun motor slechter begon te lopen zakten ze naar de derde plaats. Toen de zijspanband klapte zakten ze zelfs naar de negende plaats. Alain Michel/Jean-Marc Fresc werden in hun thuisrace slechts vierde, mede omdat ze de tweede versnelling misten, maar in de stand om het wereldkampioenschap stonden ze nu gelijk met Streuer/Schnieders. 

#### Uitslag zijspanklasse
| Pos | Coureur            | Bakkenist           | Merk                    | Tijd     | Punten |
| --- | ------------------ | ------------------- | ----------------------- | -------- | ------ |
| 1   | Rolf Biland        | Kurt Waltisperg     | LCR-Krauser             | 33'47"80 | 20     |
| 2   | Steve Webster      | Tony Hewitt         | Silkolene-LCR-Krauser   | +5"20    | 17     |
| 3   | Markus Egloff      | Urs Egloff          | BP-LCR-ADM              | +15"27   | 15     |
| 4   | Alain Michel       | Jean-Marc Fresc     | ELF-LCR-Krauser         | +57"60   | 13     |
| 5   | Masato Kumano      | Markus Fährni       | LCR-Yamaha              | +1'05"97 | 11     |
| 6   | Alfred Zurbrügg    | Martin Zurbrügg     | LCR-Yamaha              | +1'09"50 | 10     |
| 7   | Yoshisada Kumagaya | Brian Barlow        | Windle-Yamaha           | +1'15"46 | 9      |
| 8   | Steve Abbott       | Shaun Smith         | Windle-Yamaha           | +1'26"16 | 8      |
| 9   | Egbert Streuer     | Bernard Schnieders  | Lucky Strike-LCR-Yamaha |          | 7      |
| 10  | Theo van Kempen    | Simon Birchall      | Lucky Strike-LCR-Yamaha |          | 6      |
| 11  | Yvan Nigrowsky     | Martial Charpentier | Seymaz-JPX              |          | 5      |
| 12  | Fritz Stölzle      | Hubert Stölzle      | LCR-Krauser             |          | 4      |
| 13  | Bernd Scherer      | Thomas Schröder     | BSR-Krauser             |          | 3      |
| 14  | Barry Brindley     | Graham Rose         | LCR-Yamaha              |          | 2      |
| 15  | René Progin        | Yvan Hunziker       | Seymaz-Krauser          |          | 1      |
| 16  | Clive Stirrat      | Simon Prior         | LCR-Yamaha              |          |        |
| 17  | Amadeo Zini        | Carlo Sonaglia      | LCR-Yamaha              |          |        |
| 18  | Jean-Louis Millet  | Claude Debroux      | LCR-Yamaha              |          |        |
| 19  | Erwin Weber        | Eckart Rösinger     | Sigwa                   |          |        |
| 20  | Paul Atkinson      | Gavin Simmons       | LCR-Yamaha              |          |        |
| 21  | Tony Baker         | James Cochrane      | Baker-Yamaha            |          |        |
| 22  | Barry Smith        | David Smith         | Windle-Yamaha           |          |        |

#### Niet gefinished
| Coureur          | Bakkenist       | Merk        | Oorzaak |
| ---------------- | --------------- | ----------- | ------- |
| Rolf Steinhausen | Bruno Hiller    | Busch-ADM   |         |
| Derek Jones      | Peter Brown     | LCR-Yamaha  |         |
| Wolfgang Stropek | Geral de Haas   | LCR-Krauser |         |
| Pascal Larratte  | Jacques Corbier | LCR-Yamaha  |         |

### Top tien tussenstand zijspanklasse
| Pos | Coureur         | Bakkenist                    | Merk                    | Ptn. |
| --- | --------------- | ---------------------------- | ----------------------- | ---- |
| 1   | Rolf Biland     | Kurt Waltisperg              | LCR-Krauser             | 120  |
| 2   | Steve Webster   | Tony Hewitt                  | Silkolene-LCR-Krauser   | 96   |
| 3   | Egbert Streuer  | Bernard Schnieders           | Lucky Strike-LCR-Yamaha | 54   |
| 3   | Alain Michel    | Jean-Marc Fresc              | ELF-LCR-Krauser         | 54   |
| 5   | Steve Abbott    | Shaun Smith                  | Windle-Yamaha           | 48   |
| 5   | Alfred Zurbrügg | Martin Zurbrügg              | LCR-Yamaha              | 48   |
| 7   | Barry Brindley  | Graham Rose en Gavin Simmons | LCR-Yamaha              | 46   |
| 8   | Derek Jones     | Peter Brown                  | LCR-Yamaha              | 45   |
| 9   | Markus Egloff   | Urs Egloff                   | BP-LCR-ADM              | 40   |
| 10  | Bernd Scherer   | Thomas Schröder              | BSR-Krauser             | 32   |
| 10  | Theo van Kempen | Simon Birchall               | Lucky Strike-LCR-Yamaha | 32   |

## Dodelijke slachtoffers
In het Franse GP-weekend verongelukten drie coureurs. De Duitse zijspancoureur Alfred Heck debuteerde in het wereldkampioenschap, maar hij verongelukte tijdens de training toen hij de vangrail in reed. Zijn bakkenist Andreas Räcke liep geen verwondingen op. Alfred Heck was zijn carrière begonnen als solocoureur. In het seizoen 1974 werd hij vijfde in de 350cc-GP van Duitsland. Tijdens een Franse nationale 500cc-race verongelukten Eric Sabatier en Patrick Durix, beiden op de Mistral Straight. 

### Derbi
Behalve Jorge Martínez deden de Derbi-rijders het niet goed in Frankrijk. Manuel Herreros en Àlex Crivillé wisten zich niet te kwalificeren. Mogelijk was Herreros nog niet fit nadat in het ziekenhuis van Assen een teen was geamputeerd. Crivillé was misschien niet erg gemotiveerd: hij had een uitbrander van teammanager Ángel Nieto gekregen omdat hij zich in Joegoslavië niet aan de stalorders had gehouden.
1920 · 1921 · 1922 · 1923 · 1924 · 1925 · 1926 · 1927 · 1928 · 1929 · 1930 · 1931 · 1932 · 1933 · 1935 · 1936 · 1937 · 1938 · 1939 · 1949 · 1951 ·  1953 · 1954 · 1955 · 1958 · 1959 · 1960 · 1961 · 1962 · 1963 · 1964 · 1965 · 1966 · 1967 · 1969 · 1970 · 1972 · 1973 · 1974 · 1975 · 1976 · 1977 · 1978 · 1979 · 1980 · 1981 · 1982 · 1983 · 1984 · 1985 · 1986 · 1987 · 1988 · 1989 · 1990 · 1991 · 1992 · 1994 · 1995 · 1996 · 1997 · 1998 · 1999 · 2000 · 2001 · 2002 · 2003 · 2004 · 2005 · 2006 · 2007 · 2008 · 2009 · 2010 · 2011 · 2012 · 2013 · 2014 · 2015 · 2016 · 2017 · 2018 · 2019 · 2020 · 2021 · 2022 · 2023 · 2024 · 2025